# Polikarpov I-185
O Polikarpov I-185 foi um caça soviético projetado em 1940. Realizou voos com três tipos de motores, mas todos ainda não estavam completamente desenvolvidos para uso em serviço, ou sua produção já estava reservada para outros caças já em produção. Atrasos nos testes em voo das primeiras duas versões foram interrompidas pela invasão alemã e os três protótipos construídos, incluindo a  Polikarpov, foram evacuados para Novosibirsk, o que acabou atrasando ainda mais o projeto. Por estes e outros motivos, o programa do I-185 foi cancelado em 27 de janeiro de 1943. Pelo menos outras duas versões desta aeronave ainda foram consideradas antes do cancelamento do projeto, o I-187 e o I-188, entretanto não obtendo sucesso e não sendo colocados em produção, assim como o próprio I-185.

## Projeto e desenvolvimento
O I-185, projetado no início de 1940, era baseado no I-180, que por si mesmo era um desenvolvimento do I-16, mas com um novo desenho. A fuselagem monocoque era similarmente produzida de ‘shpon’, madeira compensada moldada e uma cauda integral sendo, entretanto, consideravelmente maior que o I-180. A asa era construída inteiramente de metal, com duas longarinas, sendo menor e mais fina que a do I-180, quase tão fina quanto a do Supermarine Spitfire com 13% na raiz da asa e afinada para 8% na ponta da asa. A asa utilizava o perfil NACA-230 e era revestida de duralumínio. Os flaps eram pneumaticamente operados, do tipo “split” e slats também foram instalados. Os painéis exteriores da asa possuíam um diedro de 3°. As superfícies de controle eram cobertas com tela, com estruturas de duralumínio. Os tanques de combustível possuíam uma capacidade de 540 L, protegidos e montados na seção central da asa, entre as duas longarinas. O I-185 utilizava um trem de pouso convencional com uma bequilha retrátil. O motor radial Tumansky M-90 de 18 cilindros em duas fileiras com 1.492 kW (2.000 hp) de potência (não provada) era montado em tubos de aço soldados. Era equipado com um “spinner” para melhorar a refrigeração com o ar sendo expelido por aletas, como no I-180 para fornecer potência adicional. O armamento sincronizado era montado na fuselagem, duas metralhadoras ShKAS de 7.62 mm e duas Berezin UB de 12.7 mm. Uma bomba de 500 kg podia ser carregada em condições de sobrecarga. O primeiro protótipo foi concluído em maio de 1940, mas o único M-90 disponível não fornecia potência suficiente para a decolagem. O protótipo foi então modificado para utilizar outro motor experimental, o Shvetsov M-81 que fornecia 895 kW (1 200 hp), que também não era potente o suficiente para iniciar testes em voo. O I-185 (M-81) finalmente voou em 11 de janeiro de 1941, mas foi decidido não gastar mais recursos com o desenvolvimento, até que outro motor mais potente fosse desenvolvido, devido ao cancelamento do M-81 em maio de 1941.
Um segundo protótipo foi concluído no final de 1940, com um Shvetsov M-82A de 14 cilindros, fornecendo 1,268 kW (1,700 hp). A fuselagem dianteira teve que ser redesenhada para acomodar o motor menor e o armamento foi revisado para compor três canhões sincronizados ShVAK de 20 mm. Os desenhos para esta instalação foram repassados para a Lavochkin e Yakovlev, que provaram ser muito úteis ao desenhar seus próprios caças utilizando o motor M-82, sendo mais notável o Lavochkin La-5. Um terceiro protótipo também foi construído, que utilizava o motor maior e mais pesado Shvetsov M-71, com 1.492 kW (2.000 hp). Os testes em voo de ambas estas versões foram interrompidas pela invasão alemã em junho de 1941 e todos os três protótipos, como toda a Polikarpov, foram evacuados para  Novosibirsk.
Os testes de voo foram reiniciados no início de 1942 e as versões motorizadas com o M-71, que agora incluía o primeiro protótipo remotorizado, provaram ser mais rápidas que o Messerschmitt Bf 109F em 47 km/h (25,4 kn) no nível do mar e 20 km/h (10,8 kn) a 6 000 m (19 700 ft), com uma velocidade máxima de 630 km/h (340 kn) nesta altitude.. Foi recomendado para produção imediata, mesmo antes de começar os testes em combate em novembro de 1942. Todas as três aeronaves foram designadas para o 728º Regimento de Aviação de Caça do 3º Exército Aéreo da Frente de Kalínin e eram extremamente controlados para prevenir a perda dos protótipos. Por exemplo, todas as saídas para voo tinham que ser voadas em território soviético e requeria a permissão expressa do 3º Exército Aéreo para voar. Os relatos de pilotos eram um tanto esperançosas; o comandante do 728º, Capitão Vasilyaka, escreveu: “O I-185 excede ambas as aeronaves soviéticas e estrangeiras em voo nivelado. Executa manobras acrobáticas fácil, rápida e vigorosamente. O I-185 é o melhor caça atual do ponto de vista de simplicidade de controle, velocidade, manobrabilidade (especialmente em subida), armamento e capacidade de sobrevivência."
Baseado no relato feito pelo Instituto de Testes Científicos da Força Aérea Soviética (Nauchno-Issledovatel'skiy Institut Voyenno-Vozdushnykh Sil) no início de 1942, foram feitos preparativos para colocar o I-185 (M-71) em produção. Uma aeronave modelo de produção foi construída em abril de 1942 com uma carenagem do motor redesenhada. Seu peso carregado aumentou em 144 kg em relação aos protótipos anteriores, mas a redução no arrasto desta nova carenagem foi significativa, aumentado a velocidade máxima para 650 km/h (351 kn) a 5 000 m (16 400 ft). Passou por testes do fabricante entre junho e outubro e enviado para os testes de aceitação do estado em 18 de novembro. Entretanto, os testes em voo foram interrompidos pela necessidade de substituição do motor entre 17 de dezembro de 1942 e 26 de janeiro de 1943. O novo motor falhou no dia seguinte e a aeronave se acidentou em 27 de janeiro. Os testes deveriam continuar com os protótipos originais para validar o alcance, mas o primeiro protótipo se acidentou no dia 5 de abril, matando o piloto ao tentar efetuar um pouso forçado.
Todo o esforço para colocar o I-185 em produção foi então cancelado, mesmo com o motor M-82, pois estes eram requeridos para o caça La-5. Outra razão citada foi que o La-5 utilizava a fuselagem do Lavochkin-Gorbunov-Goudkov LaGG-3 que já estava em produção em três fábricas e impactaria menos nas linhas de produção. Outro fator pode ter sido o fato de que o La-5 requeria menos duralumínio em sua construção, algo em falta na época.

## Variantes
Existem duas variantes conhecidas do I-185: 
- I-187 tinha um motor M-71F de 1.640 kW (2.200 hp), um canopy do tipo bolha, quatro canhões de 20 mm, oito foguetes RS-82 e uma velocidade máxima estimada em 710 km/h (383 kn).[2]
- I-188 utilizava um motor M-90 com 1.552 kW (2.080 hp) de potência e o mesmo armamento do I-187, apesar da fuselagem ser mais fina do que do I-187 devido ao motor menor.[3][12]